# Frangelico
Frangelico je likér pocházející z italského města Canale. Vyrábí se od roku 1978, ale podle legendy vychází z receptu, který vymyslel v 17. století františkánský poustevník Fra Angelico, podle něhož je nápoj pojmenován. Tuto tradici také připomíná charakteristická láhev, která má tvar jako postava mnicha v hábitu a je omotána provázkem symbolizujícím cingulum.
Základní surovinou pro frangelico jsou lískové oříšky místní piemontské odrůdy Tonda Gentile, které se opraží a destilují spolu s lihem. K dochucení likéru se používá vanilka, kakao, květy pomerančovníku a různé bylinky a bobule, tekutina se barví karamelem a zraje v dubových sudech. Nápoj má zlatavou barvu a oříškovočokoládovou chuť, obsahuje 40 % cukru. Původně mělo frangelico 24 % alkoholu, v roce 2015 byl obsah snížen na dvacet procent.
Frangelico se podává s ledem, se sodou nebo ke kávě, používá se také do míchaných nápojů jako je Chocolate Cake (frangelico, vodka, citron a cukr).
Vlastníkem značky je Campari Group.